# IC 4276
IC 4276 — галактика типа Sbc в созвездии Гидра. Прямое восхождение — 13 час 31 минута и 51.1 секунды. Склонение −29° 43' 56". Видимые размеры — 1,40' × 0,2'. Видимая звёздная величина — 14,7. Яркость поверхности — 13,2 mag/arcmin2. Этот объект входит в число перечисленных в оригинальной редакции нового общего каталога.